# Gürbüzler, Selim
Gürbüzler là một xã thuộc huyện Selim, tỉnh Kars, Thổ Nhĩ Kỳ. Dân số thời điểm năm 2010 là 506 người.